# Mielno (powiat gnieźnieński)
Mielno – wieś w Polsce, położona w województwie wielkopolskim, w powiecie gnieźnieńskim, w gminie Mieleszyn.
We wsi znajduje się eklektyczny pałac Wendorfów z początku XX wieku i kamienna kaplica z początku XX wieku.
W latach 1975–1998 miejscowość należała administracyjnie do województwa poznańskiego.
W pobliżu jeziora Mielno znajduje się kilka pomnikowych dębów, jeden z nich ma obwód 850 cm i wysokość 22 m (w 2013) – to drugi najgrubszy dąb Wielkopolski. 
W 1984 roku w okolicy miejscowości doszło do wypadku autobusu. Zginęło wtedy 5 osób, a kilkadziesiąt zostało rannych.